# دوربین فیلم‌برداری

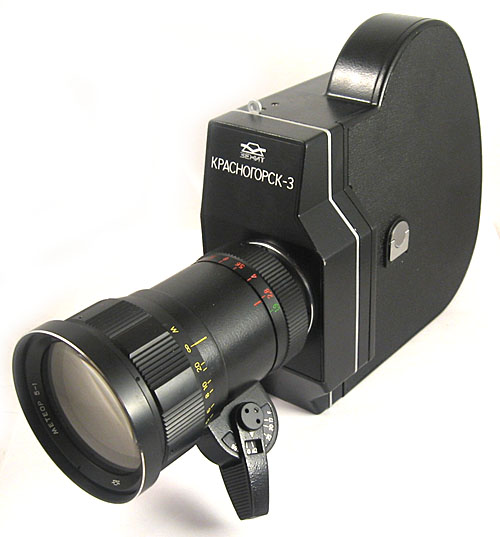
یک دوربین فیلم‌برداری روسی کاراسنوگورسک ۳

دوربین فیلمبرداری، گونه‌ای دوربین ثبت تصویر است که به سرعت شمار بسیاری از تصاویر را بر روی فیلم یا گیرنده تصویر ثبت می‌کند. بر خلاف دوربین عکاسی که هربار تنها یک تصویر ثبت می‌کند دوربین فیلمبرداری یک توالی از عکس‌ها را ثبت می‌کند که هر تصویر فریم یا قاب خود را دارد. این عمل با یک سازوکار اینترمدیت امکانپذیر است. سپس تصاویر در فیلم پروژکتور با سرعت مشخصی، که سرعت فریم (شمار قاب‌ها (فریم‌ها) در هر ثانیه) نامیده می‌شود، نمایش داده‌می‌شوند. در سرعت مشخصی از فریم ریت، چشم و مغز انسان دو تصویر مجزا را به هم می‌آمیزد و تصور حرکت کردن تصاویر به ذهن خطور می‌کند.
ویلیام کندی دیکسون نمونه دوربین فیلمبرداری را در سال ۱۸۹۱ اختراع کرد.

## تاریخچه
یک پیشگام جالب در زمینه دوربین فیلم‌برداری دستگاهی بود که فرانسیس رونالدز (به انگلیسی: Francis Ronalds) در رصدخانه Kew در سال ۱۸۴۵ میلادی اختراع کرد.
یک سطح حساس به نور به آرامی به بعد از روزنه دیافراگم دوربین توسط یک مکانیزم ساعت شکل کشیده شده تا توانایی ضبط مداوم به مدت ۱۲ یا ۲۴ ساعت را به دوربین بدهد.
رونالدز دوربین‌های خود را در پی تغییرات روبه پیشرفت ابزار علمی به کار بست و بیش از یک قرن از آن دوربین‌ها در رصدخانه‌های سراسر جهان استفاده شد.
در سال۱۸۷۶میلادی Wordworth Donisthorpe طرح دوربینی را پیشنهاد کرد که بتواند مجموعه ای از تصاویر را روی یک رول از فیلم کاغذی چاپ شود. در سال ۱۸۸۹ او اختراع یک دوربین تصویر متحرک را به ثبت رساند که در آن فیلم به صورت مداوم حرکت می‌کرد.
یک دوربین فیلمی دیگر توسط فردی فرانسوی به نام Louis Le Prince در سال ۱۸۸۸ در انگلستان طراحی شد. او در سال ۱۸۸۷ یک دوربین ۱۶ لنزه را در کارگاهش در لیدز ساخت. ۸ لنز اول با توالی سریع به وسیله یک شاتر الکترومغناطیسی روی فیلم حساس به کار می‌افتاد.